# Monestir de Xoreti
El monestir de Xoreti (en georgià: შორეთის მონასტერი) és un monestir cristià medieval situat al sud de Geòrgia, en una vall rocosa del municipi d'Aspindza, Samtskhe-Javakheti. Consta de diverses estructures; l'església principal, dedicada a sant Jordi, es va construir en diverses fases entre els segles vi-vii i xv. L'església, en ruïnes, va ser completament reconstruïda el 2018. És notable pels adorns de mosaic i les inscripcions medievals. Està inscrit en la llista dels Monuments Culturals destacats de Geòrgia.

## Situació i història

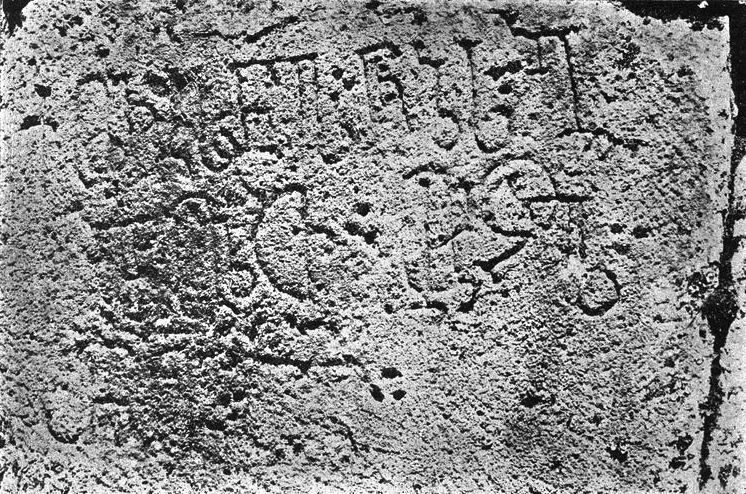
Una inscripció nuskhuri, que deia: "Senyor, tingues pietat de Nikoloz, cap dels paletes, amén!" (publicat el 1909)

El monestir de Xoreti està situat en un barranc rocós, a uns 6 km al nord-est del modern llogaret d'Ota, al municipi d'Aspindza, i s'hi pot accedir per un viarany per a tot terrenys o una ruta de senderisme. El barranc, conegut com a Aspindzis-Khevi, es troba a la província històrica de Samtskhé, a la frontera amb Javakètia i Trialètia.

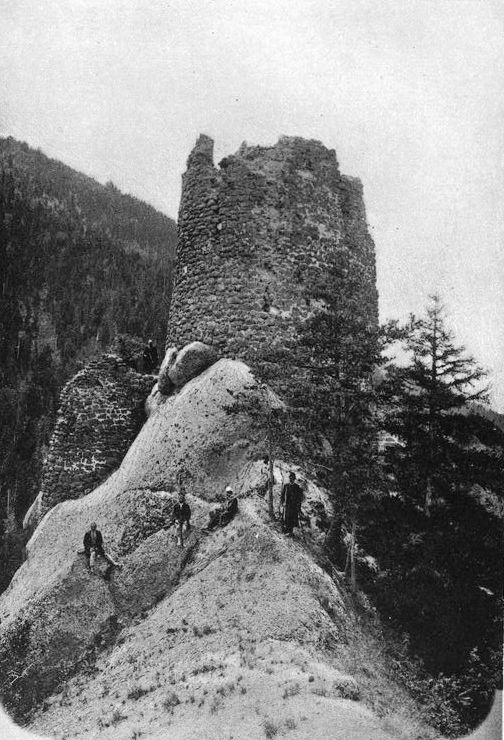
Restes de la part de l'antic fort. 1909

Únicament s'esmenta ocasionalment als registres escrits. El seu nom originari, i més correcte, és Shorota (შოროთა), que apareix en les notes al marge del manuscrit dels Evangelis de Vani del segle xiii al xiv, així com en un document fiscal otomà de 1595. El príncep Vakhushti, en compilar la seva Descripció del Regne de Geòrgia el 1745, es refereix erròniament al monestir, abandonat en aquest moment, com a «Shorapani». L'erudit francès d'antiguitats caucàsiques Marie-Félicité Brosset, que va visitar el monestir en el nevat hivern de 1849, transcriu el seu nom com a «Choloth»; el seu guia, el noble georgià musulmà Kiamyl-Beg, de Diasamidze, li va proporcionar un nom alternatiu, «Taïdj».
El nom actual va ser popularitzat per l'historiador Ekvtime Taqaishvili, que va explorar el monestir mig arruïnat el 1902. La negligència i els terratrèmols van portar l'antic complex monàstic al caire d'un col·lapse complet. Una sèrie de treballs de conservació i estudis arqueològics es van portar a terme entre el 1986 i el 2009, i finalment, l'edifici va ser estudiat sistemàticament i completament reconstruït entre el 2015 i el 2018.

## Descripció

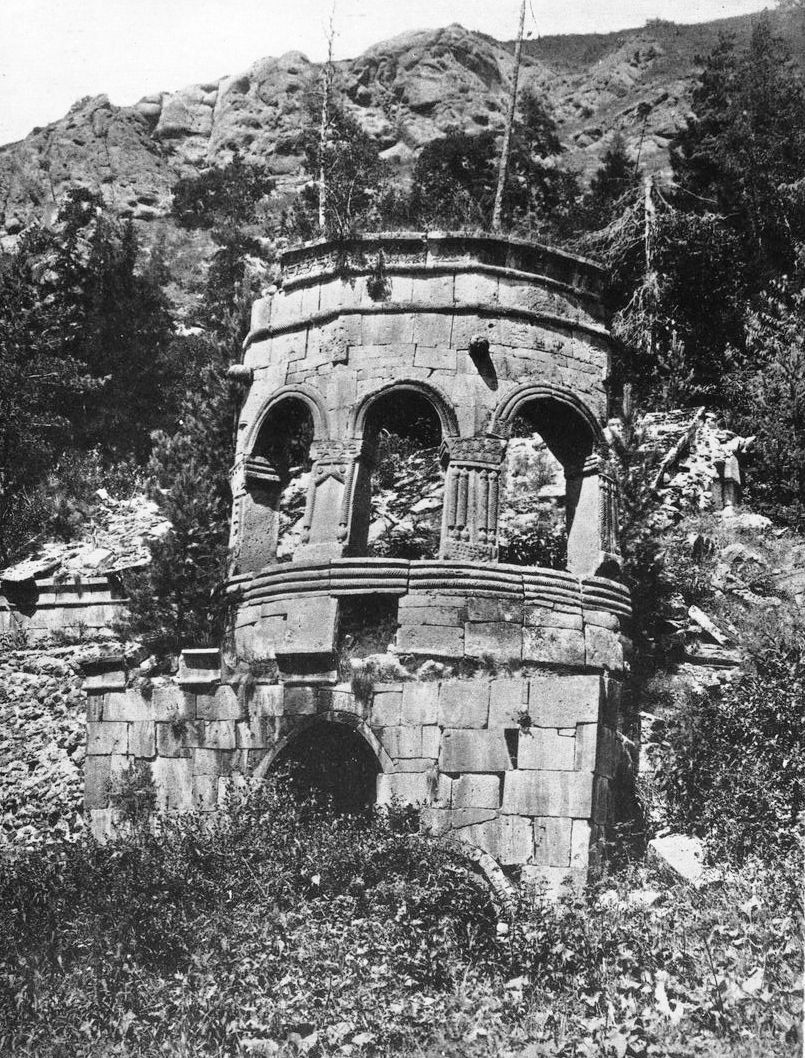
Campanar el 1909

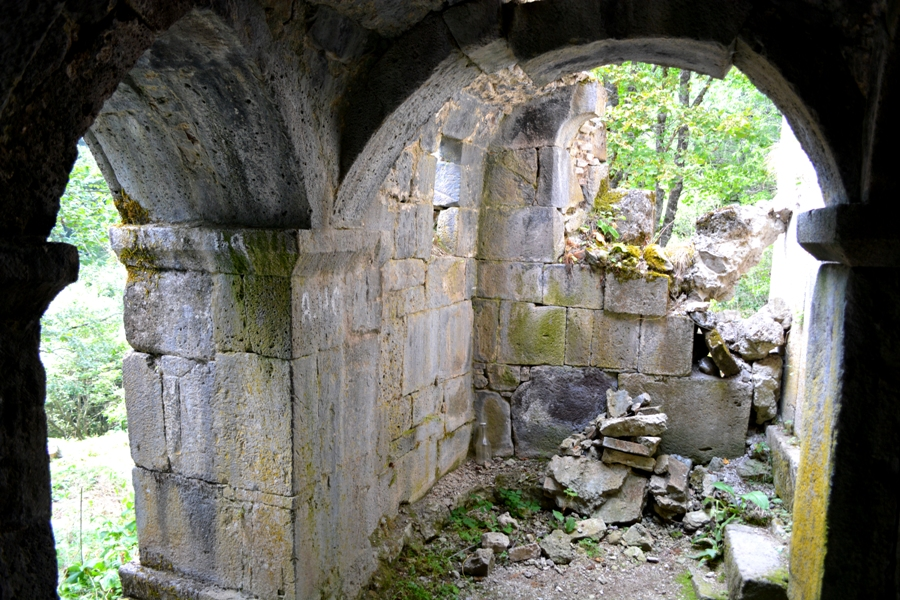
Vista interior.

El monestir consta de l'església principal, un campanar, un scriptorium, un fort amb una petita capella i cel·les excavades en la roca. L'església principal, està ambientada en un planta basilical de dues naus; és un edifici compost de dos pisos, molt modificat, reconstruït i ampliat al llarg de la seva història. La primera fase de construcció, probablement precedida per un santuari anterior del segle VI al VII, està indicada per cursos de maó en dues criptes i refetors, així com una estela de pedra, amb una creu estilitzada gravada, integrada en una porta sota l'altar. El pis superior és una sala allargada, internament cruciforme. La planta baixa té un porxo al sud. Un campanar, amb nou obertures en forma d'arc de costats paral·lels, forma una addició al porxo, que es va ampliar per a aquest propòsit al segle xiv o xv. La façana sud d'aquesta estructura conté una composició tripartida, en què dos arcs, recolzats en una columna octogonal, formen una entrada, rematada per un tercer arc. Una petita capella i un scriptorium annexos a l'església al sud i l'oest, respectivament, es van construir en el segle xii o XIII, quan l'església sembla haver estat ampliada i convertida en una laura.
L'església és notable per un mosaic romà d'Orient amb la representació de la Mare de Déu, que sobreviu com una concentració de tessel·les deixades de mosaic, una decoració estranya d'església per a l'art georgià, només amb altres tres casos coneguts: a l'església de Tsromi, i als monestir de Gelati i de Martvili. L'església conté diverses inscripcions medievals georgianes. Una, a la façana sud, esmenta el cap d'obra Nikoloz; una altra commemora el patriarca Mikel.